# سفارة سلوفينيا في البرتغال
سفارة سلوفينيا في البرتغال هي أرفع تمثيل دبلوماسي لدولة سلوفينيا لدى البرتغال. تقع السفارة في لشبونة وهي تهدف لتعزيز المصالح السلوفينية في البرتغال.

## وصلات خارجية
- الموقع الرسمي
- قائمة سفارات سلوفينيا
- قائمة السفارات في البرتغال